# Oliver S. Flint Jr.
Oliver S. Flint Jr. (1 juni 1931 - 18 mei 2019)  was een Amerikaans bioloog en entomoloog. Hij werkte in het American Museum of Natural History.
Flint ontving zijn opleiding op de Universiteit van Massachusetts en op de Cornell-universiteit, waar hij in 1961 promoveerde op entomologie. Hij is buitengewoon hoogleraar geweest op de Cornell-universiteit, de Columbia-universiteit en de New York-universiteit.
In de taxonomie en zoölogie verwijst de afkorting Flint naar Oliver S. Flint Jr..